# Бовшев
Бо́вшев (укр. Бовшів) — село в Бурштынской городской общине Ивано-Франковского района Ивано-Франковской области Украины. Находится на берегу реки Гнилая Липа, левого притока Днестра.
Население по переписи 2021 года составляло 1346 человека. Занимает площадь 6,5 км². Почтовый индекс — 77132. Телефонный код — 03431.
В 1962—1964 годах на многослойном поселении «Бовшев I» археологи Владимир Баран и Лариса Крушельницкая обнаружили следы проживания представителей позднего этапа комаровской культуры (1500—700 гг. до н. э.) и культуры Ноуа (XIII—XI вв. до н. э.). В X—VIII вв. до н. э. просторы Бовшева заселяют племена голиградской культуры фракийского гальштата. В поселениях липицкой культуры (I—III века) население занималось земледелием (о чём свидетельствуют долгосрочные жилища и наличие больших хозяйственных ям) и скотоводством. Большинство учёных считают их ответвлением одного из дакийских племён.
В 1962 году в районе села Бовшев, в 11 км от Галича, был обнаружен первый на Украине памятник кельтского происхождения — мастерская кельтского гончара, с большим количеством инвентаря (Латенская культура).